# Amolops indoburmanensis
Amolops indoburmanensis es una especie de anfibio anuro de la familia Ranidae.

## Distribución geográfica yhábitat
Es endémica del centro-oeste de Birmania; quizá en Manipur.